# Sol (strat al Pământului)

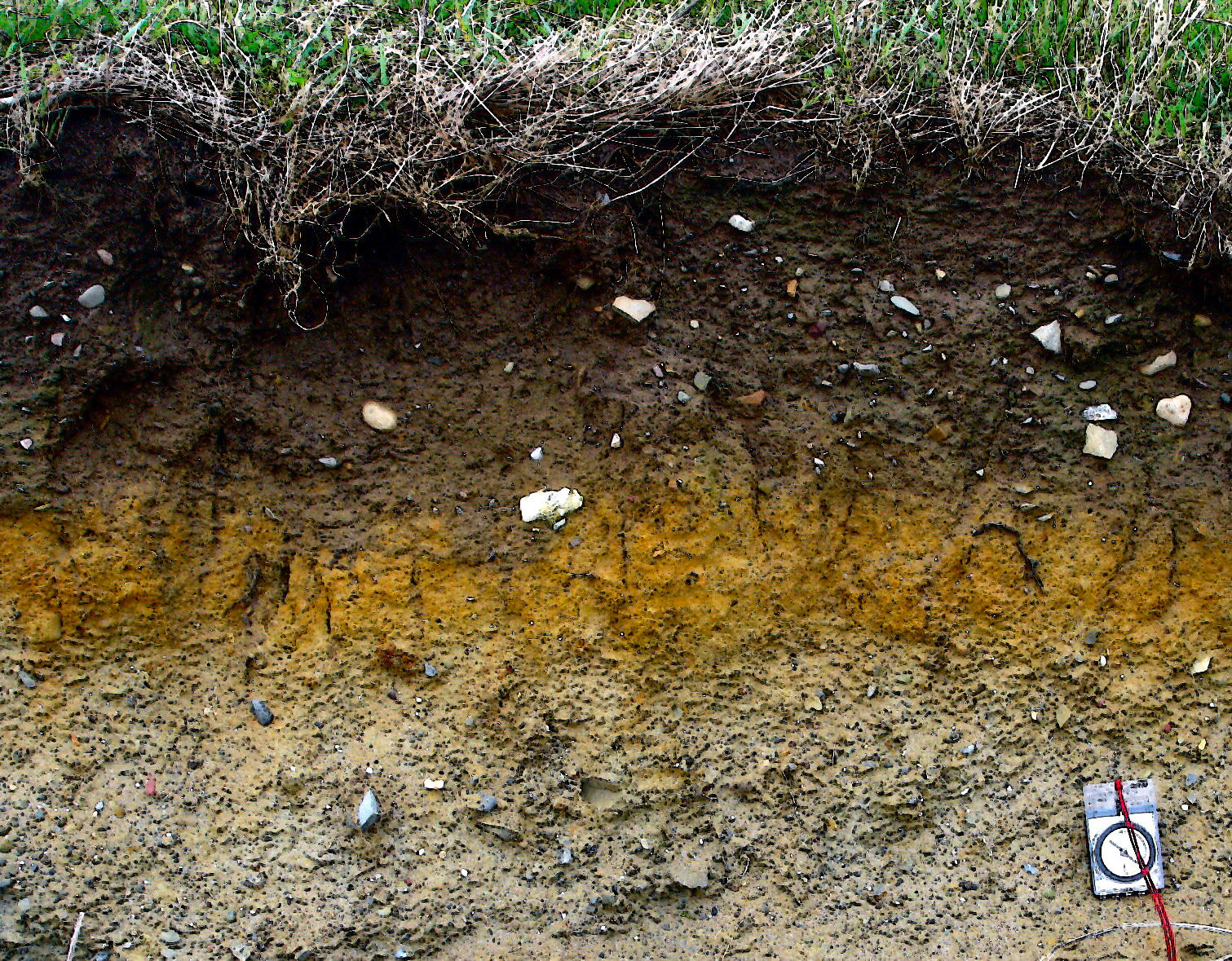
Profilul unui sol

Solul este partea superioară, afânată, a litosferei, care se află într-o continuă evoluție sub influența factorilor pedogenetici, reprezentând stratul superficial al Pământului în care se dezvoltă viața vegetală. Stratul fertil al solului conține nutrienți și este alcătuit din humus și din loess. El poate proveni și din mulci. Un sol lipsit de o cantitate suficientă de nutrienți se numește oligotrofic.
Solul este stratul afânat, moale și friabil, la suprafața scoarței Pământului, care, împreună cu atmosfera învecinată, constituie mediul de viață al plantelor; pământ. Caracteristica principală a solului este fertilitatea.

Știința care studiază geneza, evoluția, structura și distribuția solurilor se numește pedologie.
Solul înghețat permanent sau temporar se numește gelisol. Partea de dedesubt, ce rămâne înghețată permanent, se numește pergelisol sau permafrost. Partea de la suprafață, care se dezgheață vara, se numește molisol. Zonele de pe glob care sunt afectate profund de îngheț formează criolitozona. 
În zonele cu pergelisol gros, procesul repetat îngheț-dezgheț dă naștere la un microrelief dispus anarhic (similar carstului) numit criocarst sau termocarst.
De studiul gelisolului se ocupă geocriologia.
Alte tipuri de soluri sunt:
- sol aluvionar - Tip de sol cu o structură foarte variată ce apare pe luncile inundabile. Sunt soluri foarte productive, bogate în nutrienți.
- sol azonal - Soluri de evoluție incipientă, fără orizonturi distincte, formate pe depozite recente, răspândite pe mici areale.
- sol calcimorfic - Tip de sol aflat deasupra unui strat bogat în calciu.
- sol hidromorfic - Tip de sol ale cărui procese pedologice sunt dominate de prezența unei cantități abundente de apă.
- de tundră (se găsesc în zona de tundră, și sunt sărace în humus)
- cenușii (se găsesc în puținele locuri din deșert în care vegetația este prezentă, grosime foarte mică)
- roșii (se găsesc în zonele subecuatoriale unde se dezvoltă savanele, ele au o fertilitate bună dar se degradează repede)
- laterice (se găsesc în zonele ecuatoriale, sărace în humus, culoare roșie)

## Tipuri de sol
În anul 2003 Institutul de Cercetări pentru Pedologie a adoptat o nouă clasificare a solurilor SRTS (Sistemul Român de Taxonomie a Solurilor) 
Conform SRTS există următoarele clase și tipuri de sol:
| Clasa de sol                                        | Tipurile de sol |
| --------------------------------------------------- | --- |
| Protisolurile (solurile neevoluate)                 | litosolul, regosolul, psamosolul, aluvisolul entiantrosolul                                                                              |
| Cernisolurile (molisolurile)                        | kastanoziom, cernoziom calcaric cernoziom, cernoziom cambic, faeoziom cambic, faeoziom argic, faeoziom greic, faeoziom marmic, rendzina. |
| Umbrisolurile                                       | nigrosolul, humosiosolul. |
| Cambisolurile                                       | eutricambisolul, terra rossa, districambisolul.                                                                                          |
| Luvisolurile (argiluvisolurile)                     | preluvisolul tipic, preluvisolul roscat, luvosolul tipic, luvosolul albic, planosolul si alosolul.                                       |
| Spodisolurile (spodosolurile)                       | prepodzolul, podzolul, criptopodzolul.                                                                                                   |
| Pelisolurile (vertisolurile)                        | pelosolul, vertosolul. |
| Andisolurile                                        | andosolul. |
| Hidrisolurile (solurile hidromorfe)                 | stagnosolul, gleisolul, limnisolul. |
| Salsodisolurile (solurile halomorfe)                | solonceacul, solonetul. |
| Histisolurile (solurile organice sau histosolurile) | histosolul, folisolul. |
| Antrisolurile (solurile trunchiate si desfundate)   | erodosolul, antrosolul. |

Profilul de sol denumit și profil pedogenetic este constituit dintr-o succesiune de orizonturi pedogenetice de la suprafața terenului până la roca de solificare. Solul apare structurat în straturi paralele și mult paralele. Aceste straturi s-au format în decursul procesului de formare a solului și sunt denumite orizonturi pedogenetice.  
Principalii indicatori sunt: orizontul pedogenetic, grosimea orizontului, textura, culoarea, prezența scheletului, structura, umiditatea, plasticitatea, neoformațiuni, tipul de humus și volumul edafic util.
Profilele pedogenetice se deosebesc între ele prin gradul de dezvoltare a profilului estimat după numărul de orizonturi, intensitatea de bioacumulare; după gradul de diferențiere; după gradul de individualizare apreciat.

## Galerie de imagini

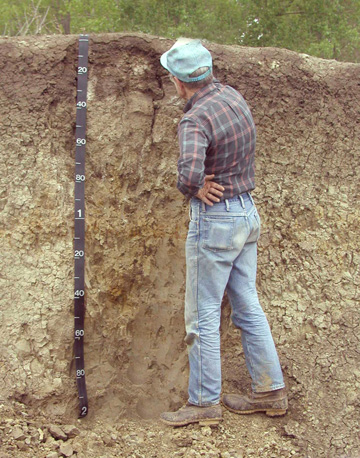
Profilul solului
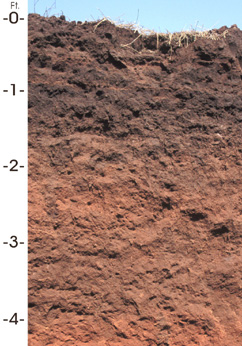
Profilul unui sol din Oklahoma
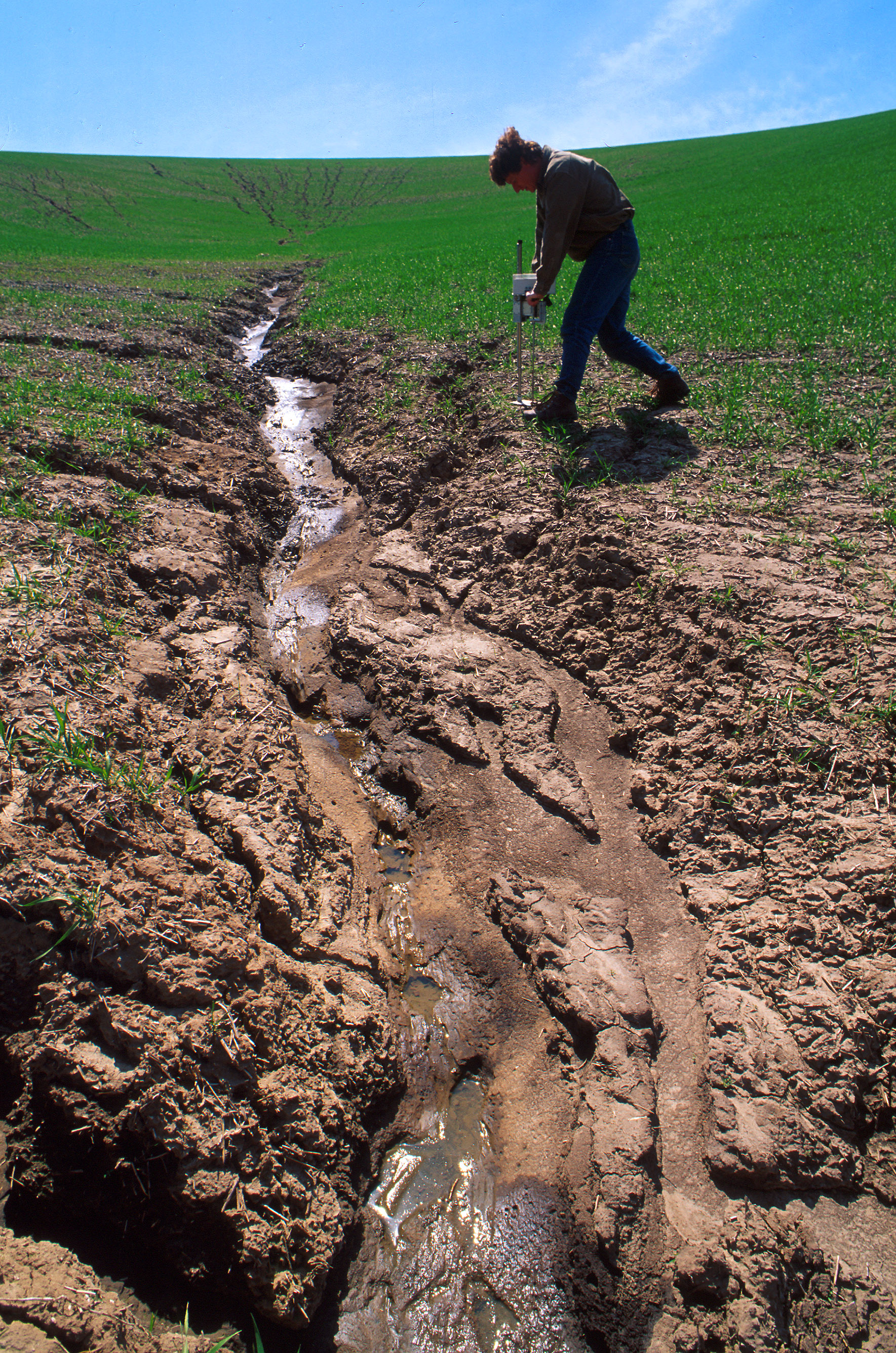
Eroziunea solului
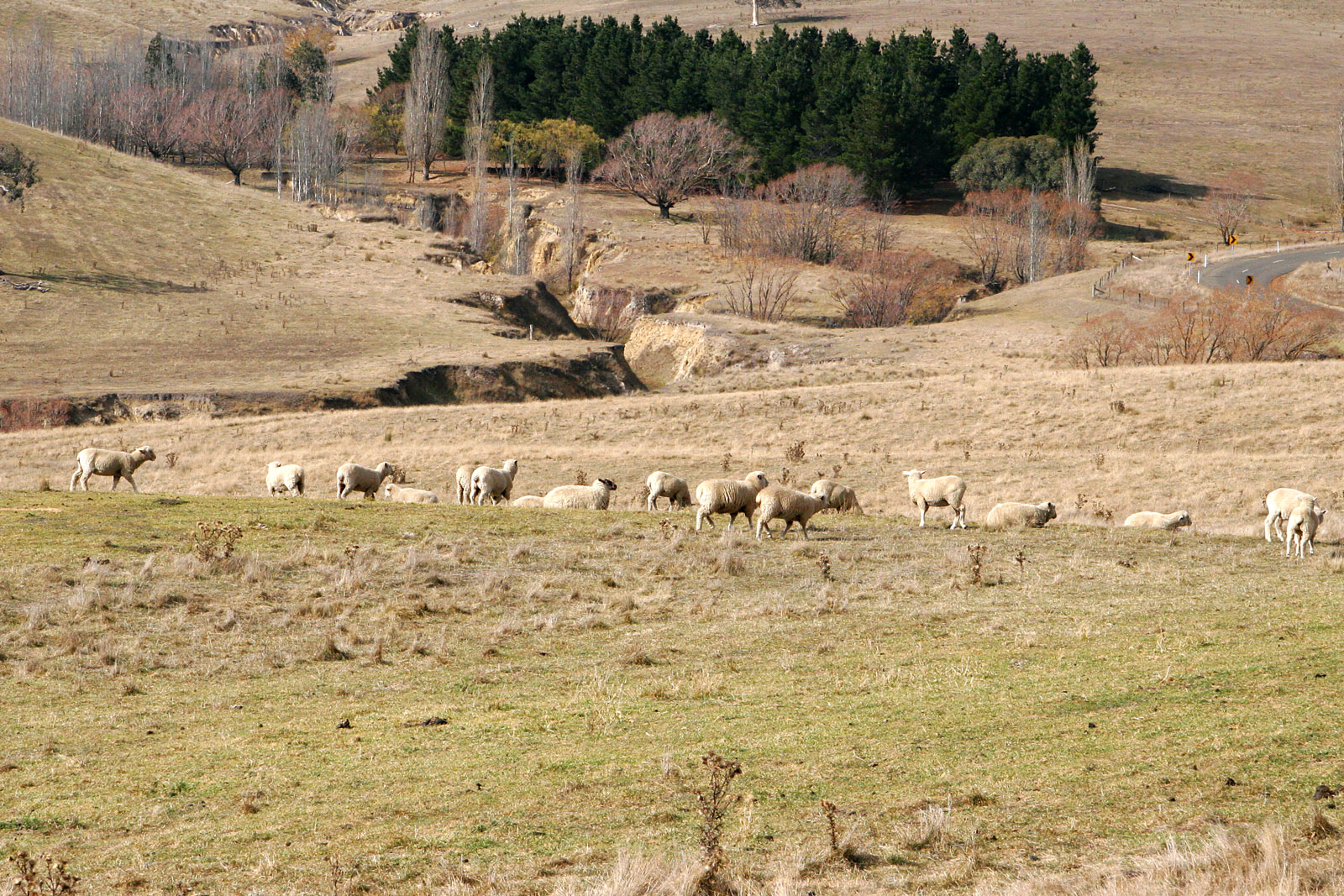
Eroziunea solului